# Rutland (Ohio)
Rutland é uma vila localizada no estado norte-americano de Ohio, no Condado de Meigs.

## Demografia
Segundo o censo norte-americano de 2000, a sua população era de 401 habitantes.
Em 2006, foi estimada uma população de 422, um aumento de 21 (5.2%).

## Geografia
De acordo com o United States Census Bureau tem uma área de
2,1 km², dos quais 2,1 km² cobertos por terra e 0,0 km² cobertos por água. Rutland localiza-se a aproximadamente 180 m acima do nível do mar.

## Localidades na vizinhança
O diagrama seguinte representa as localidades num raio de 16 km ao redor de Rutland.